# Championnats d'Europe d'athlétisme 2006
Navigation
Les 19es Championnats d'Europe d'athlétisme ont eu lieu du 7 au 13 août 2006 à Göteborg en Suède, dans le stade Ullevi qui avait déjà été le théâtre des Championnats du monde de 1995. La candidature de Göteborg s'est imposée face à celle de Barcelone lors du congrès de l’Association européenne d'athlétisme du 6 octobre 2001. Amsterdam avait déjà retiré sa candidature.
47 épreuves sont au programme, avec pour la première fois, le 3000m steeple féminin.
La chanson officielle de ces championnats est To All The Heroes par Élena Paparízou.

## Faits marquants
- Dominés outrageusement par la délégation russe qui rapporte de Göteborg 34 médailles (dont 12 en or, dont 11 chez les femmes), ces Championnats d'Europe sont rattrapés par le dopage : le 14 août, la police suédoise annonce avoir découvert, la veille, jour de clôture des championnats, « deux sacs contenant des ampoules, des seringues, des cathéters ainsi que du matériel de transfusion sanguine[1] » dans une poubelle située à proximité de deux hôtels ayant hébergé plusieurs délégations d'athlètes dont les Russes pendant la compétition. Par ailleurs, selon le journal populaire suédois Dagens Nyheter, les produits retrouvés portaient des inscriptions en russe.
- Aucun record du monde ni d'Europe n'est battu lors de ces championnats d'Europe de Göteborg.
- Chez les hommes, le niveau de ces championnats régresse pour la seconde fois consécutive. 14 des 24 vainqueurs ont une performance inférieure à celle du vainqueur de 2002.
- Le portugais Francis Obikwelu et la belge Kim Gevaert font le même doublé 100m – 200m. Ce n’était pas arrivé depuis les championnats d’Europe d’Helsinski de 1971 avec le russe Valeriy Borzov et l’allemande de l’Est Renate Stecher.
- Plusieurs athlètes conservent leur titre : le portugais Francis Obikwelu au 100m, le français Medhi Baala au 1500m, l’espagnol Francisco Javier Fernández au 20km marche, le suédois Christian Olsson au triple saut, l’israélien Alex Averbukh à la perche, le tchèque Roman Sebrle au décathlon, l’espagnole Marta Dominguez au 5000m et la suédoise Caroline Klüft à l’heptathlon.
- 16 pays se partagent les 24 médailles d'or masculines. Chez les hommes, l'Espagne devance de peu la France au classement à la place. Chez les femmes, la domination de la Russie rappelle celle de l'Allemagne de l'Est des années 70.

## Déroulement
La cérémonie d'ouverture eut lieu sur le Götaplatsen dans le centre-ville de Göteborg le soir du 6 août 2006 devant 100 000 spectateurs. La devise des jeux était La Suède rencontre l'Europe. L'édition 2006 des Championnats fut la première dont la cérémonie se déroula hors d'un stade, ce afin de souligner le lien entre la manifestation et le lieu d'accueil des compétitions.
La cérémonie dura deux heures et fut animée par l'ancien champion de triple saut Jonathan Edwards avec une présentatrice de la télévision suédoise.

## Résultats

### Hommes
| Épreuves            | Or                                                                                    | Argent                                                                              | Bronze                                                                                    |
| ------------------- | ------------------------------------------------------------------------------------- | ----------------------------------------------------------------------------------- | ----------------------------------------------------------------------------------------- |
| 100 m               | Francis Obikwelu 9 s 99 (RC)                                                          | Andrey Yepishin 10 s 10                                                             | Matic Osovnikar 10 s 14                                                                   |
| 200 m               | Francis Obikwelu 20 s 01                                                              | Johan Wissman 20 s 38                                                               | Marlon Devonish 20 s 54                                                                   |
| 400 m               | Marc Raquil 45 s 02                                                                   | Vladislav Frolov 45 s 09                                                            | Leslie Djhone 45 s 40                                                                     |
| 800 m               | Bram Som 1 min 46 s 56                                                                | David Fiegen 1 min 46 s 59                                                          | Sam Ellis 1 min 46 s 64                                                                   |
| 1 500 m             | Mehdi Baala 3 min 39 s 02                                                             | Ivan Heshko 3 min 39 s 50                                                           | Juan Carlos Higuero 3 min 39 s 62                                                         |
| 5 000 m             | Jesús España 13 min 44 s 70                                                           | Mohammed Farah 13 min 44 s 79                                                       | Juan Carlos Higuero 13 min 46 s 48                                                        |
| 10 000 m            | Jan Fitschen 28 min 10 s 94                                                           | José Manuel Martínez 28 min 12 s 06                                                 | Juan Carlos de la Ossa 28 min 13 s 73                                                     |
| Marathon            | Stefano Baldini 2 h 11 min 32 s                                                       | Viktor Röthlin 2 h 11 min 50 s                                                      | Julio Rey 2 h 12 min 37 s                                                                 |
| 110 m haies         | Staņislavs Olijars 13 s 24                                                            | Thomas Blaschek 13 s 46                                                             | Andy Turner 13 s 52                                                                       |
| 400 m haies         | Periklis Iakovakis 48 s 46                                                            | Marek Plawgo 48 s 71                                                                | Rhys Williams 49 s 12                                                                     |
| 3 000 m steeple     | Jukka Keskisalo 8 min 24 s 89                                                         | José Luis Blanco 8 min 26 s 22                                                      | Bouabdellah Tahri 8 min 27 s 15                                                           |
| 4 × 100 m           | Royaume-Uni Dwain Chambers Darren Campbell Marlon Devonish Mark Lewis-Francis 38 s 91 | Pologne Przemyslaw Rogowski Łukasz Chyła Marcin Jędrusiński Dariusz Kuć 39 s 05     | France Oudéré Kankarafou Ronald Pognon Fabrice Calligny David Alerte 39 s 07              |
| 4 × 400 m           | France Leslie Djhone Ydrissa M'Barke Naman Keïta Marc Raquil 3 min 01 s 10            | Royaume-Uni Robert Tobin Rhys Williams Graham Hedman Timothy Benjamin 3 min 01 s 63 | Pologne Daniel Dąbrowski Piotr Kędzia Piotr Rysiukiewicz Rafał Wieruszewski 3 min 01 s 73 |
| 20 km marche        | Francisco Javier Fernández 1 h 19 min 09 s                                            | Valeriy Borchin 1 h 20 min 00 s                                                     | João Vieira 1 h 20 min 09 s                                                               |
| 50 km marche        | Yohan Diniz 3 h 41 min 39 s                                                           | Jesús Ángel García 3 h 42 min 48 s                                                  | Yury Andronov 3 h 43 min 26 s                                                             |
| Saut en longueur    | Andrew Howe 8,20 m                                                                    | Greg Rutherford 8,13 m                                                              | Oleksiy Lukashevych 8,12 m                                                                |
| Triple saut         | Christian Olsson 17,67 m                                                              | Nathan Douglas 17,21 m                                                              | Marian Oprea 17,18 m                                                                      |
| Saut en hauteur     | Andrey Silnov 2,36 m (RC)                                                             | Tomáš Janků 2,34 m                                                                  | Stefan Holm 2,34 m                                                                        |
| Saut à la perche    | Alex Averbukh 5,70 m                                                                  | Romain Mesnil Tim Lobinger 5,65 m                                                   | -                                                                                         |
| Lancer du poids     | Ralf Bartels 21,13 m                                                                  | Joachim Olsen 21,09 m                                                               | Rutger Smith 20,90 m                                                                      |
| Lancer du disque    | Virgilijus Alekna 68,67 m                                                             | Gerd Kanter 68,03 m                                                                 | Aleksander Tammert 66,14 m                                                                |
| Lancer du marteau . | Olli-Pekka Karjalainen 80,84 m                                                        | Vadzim Dzevyatouski 80,76 m                                                         | Markus Esser 79,19 m                                                                      |
| Lancer du javelot   | Andreas Thorkildsen 88,78 m                                                           | Tero Pitkämäki 86,44 m                                                              | Jan Železný 85,92 m                                                                       |
| Décathlon           | Roman Šebrle 8 526 pts                                                                | Attila Zsivoczky 8 356 pts                                                          | Aleksey Drozdov 8 350 pts                                                                 |

### Femmes
| Épreuves          | Or                                                                                       | Argent                                                                                  | Bronze                                                                                          |
| ----------------- | ---------------------------------------------------------------------------------------- | --------------------------------------------------------------------------------------- | ----------------------------------------------------------------------------------------------- |
| 100 m             | Kim Gevaert 11 s 06                                                                      | Ekaterina Grigorieva 11 s 22                                                            | Irina Khabarova 11 s 22                                                                         |
| 200 m             | Kim Gevaert 22 s 68                                                                      | Yulia Gushchina 22 s 93                                                                 | Natalia Rusakova 23 s 09                                                                        |
| 400 m             | Vania Stambolova 49 s 85                                                                 | Tatiana Veshkurova 50 s 15                                                              | Olga Zaytseva 50 s 28                                                                           |
| 800 m             | Olga Kotlyarova 1 min 57 s 38                                                            | Svetlana Klyuka 1 min 57 s 48                                                           | Rebecca Lyne 1 min 58 s 45                                                                      |
| 1 500 m           | Tatyana Tomashova 3 min 56 s 91                                                          | Yuliya Chizhenko 3 min 57 s 61                                                          | Daniela Yordanova 3 min 59 s 37                                                                 |
| 5 000 m           | Marta Domínguez 14 min 56 s 18                                                           | Lilia Shobukhova 14 min 56 s 57                                                         | Elvan Abeylegesse 14 min 59 s 29                                                                |
| 10 000 m          | Inga Abitova 30 min 31 s 42                                                              | Susanne Wigene 30 min 32 s 36                                                           | Lidiya Grigoryeva 30 min 32 s 72                                                                |
| Marathon          | Ulrike Maisch 2 h 30 min 01 s                                                            | Olivera Jevtić 2 h 30 min 27 s                                                          | Irina Permitina 2 h 30 min 53 s                                                                 |
| 100 m haies       | Susanna Kallur 12 s 59                                                                   | Kirsten Bolm Derval O'Rourke 12 s 72                                                    | -                                                                                               |
| 400 m haies       | Evgenia Isakova 53 s 93                                                                  | Faní Halkiá 54 s 02                                                                     | Tetyana Tereshchuk-Antypova 54 s 55                                                             |
| 3 000 m steeple   | Alesia Turava 9 min 26 s 05                                                              | Tatyana Petrova 9 min 28 s 05                                                           | Wioletta Janowska 9 min 31 s 62                                                                 |
| 4 × 100 m         | Russie Yulia Gushchina Natalia Rusakova Irina Khabarova Ekaterina Grigorieva 42 s 71     | Royaume-Uni Anyika Onuora Emma Ania Emily Freeman Joice Maduaka 43 s 51                 | Biélorussie Yulia Nesterenko Natallia Safronnikava Alena Neumiarzhitskaya Aksana Drahun 43 s 61 |
| 4 × 400 m         | Russie Svetlana Pospelova Natalia Ivanova Olga Zaytseva Tatiana Veshkurova 3 min 25 s 12 | Biélorussie Yuliana Zhalniaruk Sviatlana Usovich Anna Kozak Ilona Usovich 3 min 27 s 69 | Pologne Monika Bejnar Grażyna Prokopek Ewelina Sętowska Anna Jesień 3 min 27 s 77               |
| 20 km marche      | Ryta Turava 1 h 27 min 08 s                                                              | Olga Kaniskina 1 h 28 min 35 s                                                          | Elisa Rigaudo 1 h 28 min 37 s                                                                   |
| Saut en longueur  | Lyudmila Kolchanova 6,93 m                                                               | Naide Gomes 6,84 m                                                                      | Oksana Udmurtova 6,69 m                                                                         |
| Triple saut       | Tatyana Lebedeva 15,15 m                                                                 | Hrysopiyi Devetzi 15,05 m                                                               | Anna Pyatykh 15,02 m                                                                            |
| Saut en hauteur   | Tia Hellebaut 2,03 m                                                                     | Venelina Veneva 2,03 m                                                                  | Kajsa Bergqvist 2,01 m                                                                          |
| Saut à la perche  | Yelena Isinbayeva 4,80 m                                                                 | Monika Pyrek 4,65 m                                                                     | Tatyana Polnova 4,65 m                                                                          |
| Lancer du poids   | NatalLia Khoronenko 19,43 m                                                              | Petra Lammert 19,17 m                                                                   | Olga Ryabinkina 19,02 m                                                                         |
| Lancer du disque  | Darya Pishchalnikova 65,55 m                                                             | Franka Dietzsch 64,35 m                                                                 | Nicoleta Grasu 63,58 m                                                                          |
| Lancer du marteau | Tatyana Lysenko 76,67 m                                                                  | Gulfiya Khanafeyeva 74,50 m                                                             | Kamila Skolimowska 72,58 m                                                                      |
| Lancer du javelot | Steffi Nerius 65,82 m                                                                    | Barbora Špotáková 65,64 m                                                               | Mercedes Chilla 61,98 m                                                                         |
| Heptathlon        | Carolina Klüft 6 740 pts                                                                 | Karin Ruckstuhl 6 423 pts                                                               | Lilli Schwarzkopf 6 420 pts                                                                     |

## Tableau des médailles
| Rang | Nation      | Or | Argent | Bronze | Total |
| ---- | ----------- | -- | ------ | ------ | ----- |
| 1    | Russie      | 12 | 12     | 11     | 35    |
| 2    | Allemagne   | 4  | 5      | 2      | 11    |
| 3    | France      | 4  | 1      | 3      | 8     |
| 4    | Espagne     | 3  | 3      | 5      | 11    |
| 5    | Biélorussie | 3  | 2      | 1      | 6     |
| 6    | Suède       | 3  | 1      | 2      | 6     |
| 7    | Belgique    | 3  | 0      | 0      | 3     |
| 8    | Portugal    | 2  | 1      | 1      | 4     |
| 9    | Finlande    | 2  | 1      | 0      | 3     |
| 10   | Italie      | 2  | 0      | 1      | 3     |